# N750 (België)
De N750 is een gewestweg in de Belgische provincie Limburg. Deze weg vormt de verbinding tussen Genk en Zutendaal (Genk-Zuid).
De N750 loopt over bijna de hele lengte over het grondgebied van de gemeente Genk en heeft als straatnaam 'Oosterring'. Enkel de aansluiting op de N730 ligt op het grondgebied van de gemeente Zutendaal.
De N750 vormt eigenlijk de verbinding tussen het centrum van Genk en het industrieterrein Genk-Zuid, de N77 verbindt Genk met het centrum van Zutendaal.
De totale lengte van de N750 bedraagt ongeveer 6 kilometer.

## Plaatsen langs de N750
- Genk
- Zutendaal